# کلسیم اکسید
کلسیم اکسید (به انگلیسی: Calcium oxide) (CaO) که با نام آهک زنده (به انگلیسی: quicklime) یا آهک سوخته (به انگلیسی: burnt lime) نیز شناخته می‌شود یک ترکیب شیمیایی پرکاربرد است. این ماده یک جامد سفید رنگ، خورنده، قلیایی، و در دمای اتاق کریستالی است. اصطلاح رایج «آهک» به مواد معدنی حاوی کلسیم اشاره دارد که در آنها کربنات‌ها، اکسیدها و هیدروکسیدهای کلسیم، سیلیسیم، منیزیم، آلومینیوم و آهن غالب هستند. در مقابل، آهک زنده به‌طور خاص برای ترکیب شیمیایی منفرد اکسید کلسیم کاربرد دارد. اکسید کلسیمی که در فرآوری، در محصولات ساختمانی مانند سیمان بدون واکنش باقی می‌ماند، آهک آزاد نامیده می‌شود.
آهک زنده نسبتاً ارزان است. آهک زنده به همراه مشتق شیمیایی آن (هیدروکسید کلسیم، که آهک زنده انیدرید بازی آن است) از مواد شیمیایی مصرفی مهم هستند.

## تولید
اکسید کلسیم از طریق تجزیه حرارتی سنگ کربنات کلسیم در دمای بالا و به‌روشی به نام کلسیناسیون یا پخت آهک برای جداسازی کربن دی‌اکسید CO2 تولید می‌شود.
CaCO3 → CaO + CO2